# クレア・デュ・ブレイ
クレア・デュ・ブレイ（Claire Du Brey, 1892年8月31日 - 1993年8月1日）は、アメリカ合衆国の女優である。本名クララ・ヴァイオレット・デュブレイヴィッチ（Clara Violet Dubreyvich）、芸名はClaire Du Bray, Claire DuBreyとも表記され、日本ではクレア・デュブレイと紹介された。

## 人物・来歴
1892年（明治25年）8月31日、アイダホ州ボナーズ・フェリーに生まれる。
満24歳を迎える1916年（大正5年）、トライアングル・フィルム・コーポレーションに入社、チャールズ・ギブリンおよびトーマス・H・インス監督による長篇コメディ Peggy や、インス監督の『シヴイリゼーション』に出演して、映画界にデビューする。1917年（大正6年）、ユニヴァーサル・フィルム・マニュファクチュアリング・カンパニー（現在のユニバーサル・ピクチャーズ）に移籍、前年に同社傘下に設立されたブルーバード映画で、ジョセフ・ド・グラス監督、ドロシー・フィリップス主演の『愛児の導き』に出演、つづいてレックス・イングラム監督の『不実の酬』に主演する。同年、ハリー・ケリー主演の『ハリー誉れ』等の短篇西部劇に相手役として数本共演し、再びブルーバード映画で、アイダ・メイ・パーク監督の『心の錆』、ジョセフ・ド・グラス監督の Triumph, 『恐ろしき里』、『故郷の空』、ルパート・ジュリアン監督の『左の手』に助演、これらは日本でも公開された。
1918年（大正7年）にはユニヴァーサルを離れ、スタープロダクションや小プロダクションの助演俳優になる。1929年（昭和4年）には、スコット・ペンブローク監督の Two Sisters に助演し、初めてのトーキー出演を果たす。その後も脇役俳優、ノンクレジットの端役俳優として出演を続ける。
第二次世界大戦後、1950年（昭和25年）のアニメーション映画『シンデレラ姫』でフェアリー・ゴッドマザーのライヴ・アクション・モデル（声の出演はヴェルナ・フェルトン）を務め、老境においてテレビ映画にも出演し、1958年（昭和33年）、ヴィクター・マチュア監督の Escort West が最後にクレジットされた出演作、1959年（昭和34年）に端役で顔を出したアーヴィング・ラパー監督の『奇蹟』が最後の出演作となった。
引退後34年が過ぎた1993年（平成5年）8月1日、カリフォルニア州ロサンゼルス市で死去した。満100歳没。

## おもなフィルモグラフィ

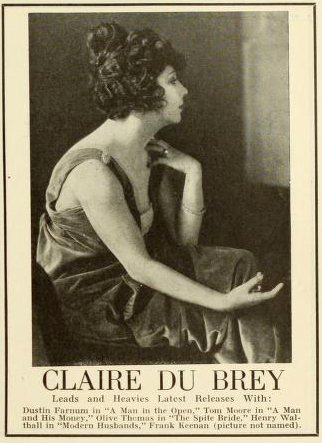
広告 (1919)

特筆以外はすべて出演作である。約160作にのぼる1930年 - 1959年のトーキー、戦後のテレビ映画の出演作はノンクレジットの端役も多く、おもなものに留めた。

### 1910年代
- Peggy : 監督チャールズ・ギブリン / トーマス・H・インス、主演ビリー・バーク、1916年
- 『シヴイリゼーション』 Civilization : 監督トーマス・H・インス、1916年
- 『愛児の導き』 The Piper's Price : 監督ジョセフ・ド・グラス、主演ドロシー・フィリップス、1917年 - 出演・役 Jessica's Maid
- The Honeymoon Surprise : 監督レスリー・T・ピーコック、1917年
- 『不実の酬』 The Reward of the Faithless : 監督レックス・イングラム、1917年 - 主演・役 Princess Dione
- Perils of the Secret Service : 監督ジョージ・ブロンソン・ハワード、主演キングスレー・ベネディクト、1917年 - 第2話に出演
- The Drifter : 監督フレッド・ケルシー、主演ハリー・ケリー、1917年 - 共演・役 Dora Mason
- The Clash of Steel : 監督ジョージ・ブロンソン・ハワード、主演キングスレー・ベネディクト、1917年 - 共演
- The Fighting Gringo : 監督ジャック・フォード / フレッド・ケルシー、主演ハリー・ケリー、1917年 - 共演・役 May Smith
- Hair-Trigger Burke : 監督不明、脚本フレッド・ケルシー、主演ハリー・ケリー、1917年 - 共演
- 『ハリー誉れ』 The Honor of an Outlaw : 監督・脚本フレッド・ケルシー、主演ハリー・ケリー、1917年 - 共演
- 『山彦』 A 44-Calibre Mystery : 監督フレッド・ケルシー、主演ハリー・ケリー、1917年 - 共演
- The Almost Good Man : 監督フレッド・ケルシー、主演ハリー・ケリー、1917年 - 共演
- Six-Shooter Justice : 監督フレッド・ケルシー、主演ハリー・ケリー、1917年 - 共演
- Follow the Girl : 監督ルイ・ショーデ、主演ルース・ストンハウス、1917年 - 出演・役 Donna
- 『心の錆』 The Rescue : 監督アイダ・メイ・パーク、主演ドロシー・フィリップス、1917年 - 出演・役 Henriette
- 『罪の報ひ 』 Pay Me! : 監督ジョセフ・ド・グラス、主演ロン・チェイニー、1917年 - 出演・役 Nita
- Triumph : 監督ジョセフ・ド・グラス、主演ドロシー・フィリップス、1917年 - 出演・役 Lillian Du Pon
- 『恐ろしき里』 Anything Once : 監督ジョセフ・ド・グラス、主演フランクリン・ファーナム、1917年 - 出演・役 Sñorita Dolores
- 『故郷の空』 The Winged Mystery : 監督ジョセフ・ド・グラス、主演フランクリン・ファーナム、1917年 - 出演・役 Gerda Anderson
- Madame Spy : 監督ダグラス・ジェラード、主演ジャック・ マルホール、1918年 - 出演・役 Baroness Von Hulda
- 『鉄の炎』 Brace Up : 監督エルマー・クリフトン、主演ハーバート・ローリンソン、1918年 - 出演・役 Ellen Miles
- 『正夢』 The Magic Eye : 監督レイ・バージャー、主演ヘンリー・A・バロウズ、1918年 - 共演・役 Mrs. Bowman
- The Risky Road : 監督アイダ・メイ・パーク、主演ドロシー・フィリップス、1918年 - 出演・役 Mrs. Miles Kingston
- 『唱歌隊の娘』 Social Briars : 監督ヘンリー・キング、1918年 - 出演・役 Helen Manning
- 『左の手』 Midnight Madness : 監督ルパート・ジュリアン、主演ルース・クリフォード、1918年 - 出演・役 Lola Montez
- Up Romance Road : 監督ヘンリー・キング、1918年 - 出演・役 Hilda
- The Human Target : 監督ジャック・ウェルズ、主演キングスレー・ベネディクト、1918年 - 出演・役 Thelma Von Styne
- 『濡衣』 Modern Love : 監督ロバート・Z・レナード、主演メイ・マレイ、1918年 - 出演・役 Myrtle Harris
- 『力の勝利』（別題『松の捕虜』） Prisoners of the Pines : 監督アーネスト・C・ワード、主演J・ウォーレン・ケリガン、1918年 - 出演・役 Louise
- 『国境侵入者』 Border Raiders : 監督スチュアート・ペイトン、主演ベティ・カンプソン、1918年 - 出演・役 Cleo Dade
- 『曲馬の天使』 The Old Maid's Baby : 監督ウィリアム・バートラム、主演マリー・オズボーン、1919年 - 出演・役 Sylvia Deane
- 『野天の男』 A Man in the Open : 監督アーネスト・C・ワード、主演ダスティン・ファーナム、1919年 - 出演・役 Polly
- 『女は何を望むか』（別題『女と虚栄』） What Every Woman Wants : 監督ジェス・D・ハンプトン、主演ウィルフレッド・ルーカス、1919年 - 出演・役 Sylvia
- The Wishing Ring Man : 監督デイヴィッド・スミス、主演ベッシー・ラヴ、1919年 - 出演・役 Gale Maddox
- 『痛快な男』 A Man and His Money : 監督ハリー・ボーモント、主演トム・ムーア、1919年 - 出演・役 Varda Ropers
- The Sawdust Doll : 監督ウィリアム・バートラム、主演マリー・オズボーン、1919年 - 出演・役 Rose Budd
- 『近代の夫』 Modern Husbands : 監督フランシス・J・グランドン、1919年 - 出演・役 Myrtle Cosgrove
- 『飛行家の娘』 The Ghost Girl : 監督チャールズ・J・ウィルソン、1919年
- When Fate Decides : 監督ハリー・ミラード、1919年 - 出演・役 Alicia Carteret
- 『悪魔の足跡』 The Devil's Trail : 監督スチュアート・ペイトン、主演ベティ・カンプソン、1919年 - 出演・役 Dubec's Wife
- 『世界の黎明』 The World Aflame : 監督アーネスト・C・ワード、1919年 - 出演・役 Emma Reich
- The Spite Bride : 監督チャールズ・ギブリン、主演オリーヴ・トーマス、1919年 - 出演・役 Trixie Dennis
- 『過激派』 Dangerous Hours : 監督フレッド・ニブロ、主演ロイド・ヒューズ、1919年 - 出演・役 Sophia Guerni

### 1920年代
- Perilous Valley : 監督ハリー・グロスマン、1920年
- 『乙女の憧れ』 The Walk-Offs : 監督ハーバート・ブラシェ、1920年 - 出演・役 Mrs. Elliott
- 『幼児の心』 The Heart of a Child : 監督レイ・C・スモールウッド、主演アラ・ナジモヴァ、1920年 - 出演・役 Lady Dorothea
- 『緑の焔』 The Green Flame : 監督アーネスト・C・ワード、主演J・ウォーレン・ケリガン、1920年 - 出演・役 Lou Tremaine
- 『若き妻の悶え』 Life's Twist : 監督クリスティ・キャバンヌ、主演ベシー・バリスケール、1920年 - 出演・役 Mrs. Helen Sutton
- A Light Woman : 監督ジョージ・L・コックス、1920年 - 出演・役 Jeanne DuPre
- 『秘語の家』 The House of Whispers : 監督アーネスト・C・ワード、主演J・ウォーレン・ケリガン、1920年 - 出演・役 Nettie Kelly
- 『モンタナ』 That Girl Montana : 監督ロバート・ソーンビー、主演ブランチ・スウィート、1921年 - 出演・役 Lottie
- 『善道への導き』（別題『マイ・レディース・ラッチキー』） My Lady's Latchkey : 監督エドウィン・カリュー、主演キャサリン・マクドナルド、1921年 - 出演・役 Countess Santiago
- 『罪は我に』 I Am Guilty : 監督ジャック・ネルソン、1921年 - 出演・役 Trixie
- 『乱国の鐘』 The Bronze Bell : 監督ジェイムズ・W・ホーン、1921年 - 出演・役 Nairaini
- 『霊界の使者』（別題『壁の穴』） Hole in the Wall : 監督マックスウェル・カージャー、1921年 - 出演・役 Cora Thompson
- Glass Houses : 監督ハリー・ボーモント、1922年 - 出演・役 Mrs. Vicky
- 『運命の孤児』 The Ordeal : 監督ポール・パウエル、1922年 - 出演・役 Elise
- 『失ふべからず』 To Have and to Hold : 監督ジョージ・フィッツモーリス、主演ベティ・カンプソン、1922年 - 出演・役 Patience Worth
- 『金色の嵐』（別題『紅涙の女』） Only a Shop Girl : 監督エドワード・ルセイント、1922年 - 出演・役 Mrs. Watkins
- When Love Comes : 監督ウィリアム・A・サイター、1922年 - 出演・役 Marie Jamison
- 『快艇の追撃』 You Never Know : 監督ロバート・エンスミンジャー、1922年 - 出演・役 Inez
- 『尖塔の声』 The Voice from the Minaret : 監督フランク・ロイド、主演ノーマ・タルマッジ、1923年 - 出演・役 Countess La Fontaine
- 『ボンジョラ』 Ponjola : 監督ドナルド・クリスプ、1923年 - 出演・役 Luchia Luff
- 『良人の不在中』 Borrowed Husbands : 監督デイヴィッド・スミス、1924年 - 出演・役 Peggy Fleurette
- 『シー・ホーク』 The Sea Hawk : 監督フランク・ロイド、主演フローレンス・ヴィダー、1924年 - 出演・役 Siren
- The Girl of Gold : 監督ジョン・インス、主演フローレンス・ヴィダー、1925年 - 出演・役 Edith Loring
- 『愛の迷路』（別題『富豪の心理』） Drusilla with a Million : 監督F・ハーモン・ウェイト、1925年 - 出演・役 Daphne Thornton
- Infatuation : 監督アーヴィング・カミングス、1925年 - 出演・役 Pasha's Wife
- 『陽炎の夢』 Exquisite Sinner : 監督フィル・ローゼン / ジョゼフ・フォン・スタンバーグ、主演コンラッド・ネイジェル、1926年 - 出演・役 Dominique's sister
- Miss Nobody : 監督ランバート・ヒルヤー、1926年 - 出演・役 Ann Adams
- 『悪魔の踊子』 The Devil Dancer : 監督フレッド・ニブロ、主演ギルダ・グレイ、1927年 - 出演・役 Audrey
- Two Sisters : 監督スコット・ペンブローク、1929年 - 出演・役 Rose

### 1930年代
- 『ラモナ』 Ramona : 監督ヘンリー・キング、1936年 - 出演・役 Marda
- The Affairs of Annabel : 監督ベンジャミン・ ストロフ / ルー・ランダース（ノンクレジット）、1938年 - ノンクレジット出演
- 『地獄への道』 Jesse James : 監督ヘンリー・キング、1939年 - 出演・役 Mrs. Bob Ford

### 1940年代
- 『ダコタ荒原』 Dakota : 監督ジョセフ・ケイン、1945年 - 出演・役 Wahtonka
- 『我等の生涯の最良の年』 The Best Years of Our Lives : 監督ウィリアム・ワイラー、1946年 - ノンクレジット出演・役 Mrs. Talburt, Perfume Customer
- 『凸凹殺人ホテル』 Abbott and Costello Meet the Killer, Boris Karloff : 監督チャールズ・T・バートン、1949年 - ノンクレジット出演・役 Mrs. Grimsby

### 1950年代
- 『シンデレラ姫』Cinderella : 監督ウィルフレッド・ジャクソンほか、1950年 - フェアリー・ゴッドマザーのライヴ・アクション・モデル
- Escort West : 監督ヴィクター・マチュア、1958年 - 出演・役 Mrs. Kate Fenniman
- 『奇蹟』 The Miracle : 監督アーヴィング・ラパー、1959年 - ノンクレジット出演・端役

## 関連事項
- ボナーズ・フェリー (アイダホ州) （en:Bonners Ferry, Idaho）
- ルイ・ショーデ （en:Louis Chaudet）
- スコット・ペンブローク （en:Scott Pembroke）

## 註
1. 1 2 3 4 5 6 7 8 9 10 11 12  Claire Du Brey, Internet Movie Database （英語）, 2010年6月23日閲覧。
2. ↑  クレア・デュブレイ、キネマ旬報映画データベース、2010年6月23日閲覧。
3. ↑  クレア・デュブレイ、allcinema ONLINE、2010年6月23日閲覧。
4. ↑  『ブルーバード映画の記録』 : 製作・著・発行山中十志雄・塚田嘉信、1984年4月、p.60-63.
5. ↑  Cinderella - IMDb（英語）, 2010年6月23日閲覧。